# Differococcus silvestrii
Differococcus silvestrii är en insektsart som först beskrevs av Leonardi 1911.  Differococcus silvestrii ingår i släktet Differococcus och familjen skålsköldlöss. Inga underarter finns listade i Catalogue of Life.